# آمیتی‌ویل: زمانش فرا رسیده‌است
آمیتی‌ویل: زمانش فرا رسیده‌است (به انگلیسی: Amityville: It's About Time) یک فیلم ترسناک در سبک ماوراء طبیعی آمریکایی به کارگردانی تونی راندل با بازی استیفن ماچت، شاون وترلی، مگان وارد و دیمون مارتین است. ششمین فیلم از مجموعه آمیتی‌ویل محسوب می‌شود. این فیلم به صورت ویدئویی در سال ۱۹۹۲ منتشر و فقط در سینماهای مکزیک اکران شد.

## داستان
جیکوب استرلینگ یک معمار است که به تازگی از یک سفر کاری در آمیتی‌ویل به خانه بازگشته‌‌است. جیکوب در بورلوود (کالیفرنیا) در یک ساختمان مسکونی در حومه‌ی شهر زندگی می‌کند. دوست دختر سابق جیکوب (آندریا لیوینگستون) ،دانشجوی هنر بود و او را ترک کرده است.زمانیکه جیکوب برمی‌گردد، به آن‌ها اطلاع می‌دهد که آمیتی‌ویل می‌خواهد شرکتش را به محله‌ای جدید با مفهومی جاودانه توسعه دهد. جیکوب همچنین یک ساعت قدیمی را که در بقایای یک خانه قدیمی در آمیتی‌ویل پیدا کرده‌است به خانه آورده‌‌ است. جیکوب آن ساعت را روی شومینه می‌گذارد، تیک تاک ساعت فوق‌العاده بلند است. صدای آن در طبقه بالا شنیده می‌شود. اما از همه عجیب‌تر، زمانی که کسی در نیمه‌های شب از پله‌ها پایین می‌رود و کلید چراغ اتاق نشیمن را روشن می‌کند. هر بار که سوئیچ را می‌چرخاند اتاق نشیمن با یک اتاق شکنجه با ظاهر قدیمی جایگزین می‌شود. این اتفاق می‌افتد تا زمانی که لامپ در نهایت می سوزد و …